# 山口県道217号小野木田線
山口県道217号小野木田線（やまぐちけんどう217ごう おのきだせん）は、山口県宇部市を通る一般県道である。

## 概要
宇部市大字如意寺（にょいじ）から宇部市大字木田に至る。
起点は宇部市大字如意寺であって宇部市大字小野ではないが、1954年（昭和29年）9月30日まで宇部市大字如意寺は厚狭郡小野村の一部だったという歴史的経緯からこのような路線名称になったものと思われる。

### 路線データ
- 起点：宇部市大字如意寺（山口県道230号伊佐吉部山口線交点）
- 終点：宇部市大字木田（宇部市二俣瀬交差点、国道2号交点）

## 歴史
- 1979年（昭和54年）3月30日 - 山口県告示第313号により認定される。

## 地理

### 通過する自治体
- 宇部市

### 交差する道路
| 交差する道路                        | 交差する場所           | 交差する場所              |
| ----------------------------------- | ---------------------- | ------------------------- |
| 山口県道230号伊佐吉部山口線         | 大字如意寺（にょいじ） | 起点                      |
| 国道2号 国道9号 重複 国道490号 重複 | 大字木田               | 宇部市二俣瀬交差点 / 終点 |

### 沿線
- 厚東川
- 厚東川ダム（小野湖）